# Ruth Kylberg-Gustafson
Ruth Agnes Regina Elisabeth Edla Kylberg-Gustafson, född 28 juli 1872 på Åsa Hulugård i nuvarande Norrahammar i Sandseryds församling i Jönköpings län, död 20 februari 1950 i Lidingö församling, var en svensk målare och teckningslärare.
Hon var dotter till direktören i Svenska mosskulturföreningen Lorenz Wilhelm Alexander Kylberg och Anna Edla Sara Spånberg samt från 1902 gift med civilingenjören Oskar Emil Gustafson (1867–1911). Hon tillhörde den rikt konstnärliga släkten Kylberg och fick sin konstnärliga utbildning i hemmet och av andra konstkunniga släktingar. År 1911 öppnade hon en akvarellskola i Stockholm, en verksamhet hon tidigare bedrivit i Jönköping. Hon medverkade i Liljevalchs vårsalong 1921, utställningen Småländska konstnärer i Nässjö 1922, Hantverks-, industri- och konstutställningen i Jönköping 1928 samt i olika lokala sammanhang. Hon målade främst akvareller med varierade motiv.